# Iuno (persoonlijk)
Een iuno was in de Romeinse cultuur een onzichtbare beschermgeest, een hoger wezen, dat al het geschapene behoedde en bewaakte, doch voornamelijk zijn invloed deed gelden op het doen en laten van de mens.
Ieder meisje had naar het volksgeloof van de Romeinen haar eigen iuno, zoals iedere man zijn eigen genius had, die bij haar geboorte ontstond en bij haar dood ophield te bestaan. Wilde men iets met nadruk verzekeren, dan riep men deze iuno aan en zei: "bij mijne iuno!" Op haar verjaardag bracht iedere vrouw een offer aan hare iuno.
In tegenstelling tot de genius werd de functie van de iuno al snel overgenomen door de godin Juno.

## Referentie
- T.T. Kroon, art. Iuno, in T.T. Kroon, Mythologisch Woordenboek, 's Gravenshage, 1875.